# Jesús Orozco
Jesús Gilberto Orozco Chiquete (* 19. Februar 2002 in Zapopan, Jalisco) ist ein mexikanischer Fußballspieler auf der Position eines Innenverteidigers.

## Leben
Orozco begann seine Laufbahn im Nachwuchsbereich seines Heimatvereins Deportivo Guadalajara, bei dem er für die Saison 2020/21 erstmals einen Profivertrag erhielt. In derselben Spielzeit wurde er an das Farmteam des Vereins, Club Deportivo Tapatío, ausgeliehen, kam jedoch bei beiden Mannschaften zu keinem einzigen Einsatz.  
Das änderte sich in der Saison 2021/22, als Orozco schnell zum Stammspieler des Club Deportivo Tapatío avancierte und ab April 2022 auch Stammspieler der ersten Mannschaft des Club Deportivo Guadalajara wurde, für den er in der Punktspielrunde der Erstliga-Saison 2021/22 insgesamt sechs Einsätze absolvierte, von denen seine Mannschaft fünf gewann und ein Remis erzielte.  
Sein Debüt in der höchsten Spielklasse hatte er bereits am 30. Juli 2021 beim 2:0-Auswärtssieg gegen den Club Puebla gegeben, ehe er im April 2022 bei allen fünf Begegnungen des Club Deportivo Guadalajara eingesetzt wurde. 